# Ludwik René
Ludwik René est un metteur en scène de théâtre et de télévision polonais né le 28 août 1914 à Biała Podlaska et mort le 25 avril 1999 à Varsovie.

## Biographie

### Enfance et études
Son père est Marek René.
Il est diplômé de l'École nationale de cinéma de Łódź en 1949.

### Carrière
Il travaille au théâtre de l'armée polonaise à Łódź.
De 1949 à 1950, il est l'assistant de Leon Schiller au Théâtre polonais de Varsovie et devient ensuite directeur artistique du Théâtre Ateneum de Varsovie.
À partir de 1950, il est membre du Parti ouvrier unifié polonais. En 1952, il rejoint le théâtre de la Maison de l'armée polonaise, renommé ensuite théâtre dramatique de Varsovie.
De 1975 à 1981, il est chargé de cours à l'Académie de théâtre Alexandre-Zelwerowicz.
Au départ, il met en scène des pièces du répertoire réaliste socialiste. À partir du milieu des années 1950, il met en scène des pièces d'auteurs occidentaux, notamment Bertolt Brecht, Eugène Ionesco, Friedrich Dürrenmatt, Arthur Miller, Jean Paul Sartre et Max Frisch. Il met en scène également des productions d'opéra telles que Jules César de Georg Friedrich Haendel et Le couronnement de Poppée de Claudio Monteverdi au Grand Théâtre de Varsovie et Le Roi Roger de Karol Szymanowski à l'Opéra de Silésie à Bytom.
Il meurt à Varsovie et est inhumé au cimetière de Powązki (section 95-6-29,30).